# 神戸国際港都建設法
神戸国際港都建設法（こうべこくさいこうとけんせつほう、昭和25年法律第249号）は、1950年（昭和25年）10月21日に公布され、同日施行された日本の法律。
この法律は、兵庫県神戸市を「その沿革及び立地条件にかんがみて、わが国の代表的な国際港都としての機能を十分に発揮し得るよう建設することによつて、貿易、海運及び外客誘致の一層の振興を期し、もつてわが国の国際文化の向上に資するとともに経済復興に寄与すること」を目的としている。第二次世界大戦後に制定された特別都市計画法に基づき策定された「復興都市計画」を受け継ぎ、それを発展させて制定された特別都市建設法の1つ。
憲法95条に定められた地方自治特別法の1つであり、1950年（昭和25年）7月30日に国会で議決された後、同年9月20日に住民投票が行われ、その過半数の同意を得て、同年10月21日に公布された。
なお、同日に同じ趣旨の法律として横浜市を対象とした横浜国際港都建設法が制定されている。